# Andrea Carrea
Andrea Carrea, detto Sandro (Gavi Ligure, 14 agosto 1924 – Cassano Spinola, 13 gennaio 2013), è stato un ciclista su strada italiano.
Professionista dal 1949 al 1958, si affermò come uno dei gregari di Fausto Coppi, vincendo anche una tappa al Giro di Romandia 1952.

## Carriera
Corridore dalle buone doti di passista, debuttò nel 1940 e durante la seconda guerra mondiale fu anche internato in Germania. Nel dopoguerra fu attivo come dilettante col il G.S. SIOF di Pozzolo Formigaro, allenato da Biagio Cavanna, vincendo due titoli nazionali nella specialità della cronometro a squadre, oltre a una Milano-Tortona.
A fine 1949 passò professionista nella Bianchi di Fausto Coppi, squadra in cui, insieme a Ettore Milano e Michele Gismondi, si affermerà come uno dei fedelissimi del Campionissimo. Nelle stagioni seguenti seguì Coppi in otto Giri d'Italia e due Tour de France, corsi con la maglia della Nazionale italiana; proprio al Tour de France, nel 1952, riuscì a indossare la maglia gialla al termine della nona tappa. Concluse la carriera agonistica nel 1958.
Si è spento nel 2013, ormai ottantottenne, ed è stato sepolto nel cimitero di Cassano Spinola, poco distante dal mausoleo dove riposa Costante Girardengo.

## Palmarès
- 1946 (dilettanti)

Coppa Gigliola
- 1948 (dilettanti)

Milano-Tortona
Targa d'Oro Città di Legnano
- 1950 (Bianchi, una vittoria)

Torino-Biella
- 1952 (Bianchi, una vittoria)

2ª tappa Giro di Romandia (Martigny > Ginevra)

### Altri successi
- 1947 (dilettanti)

Campionati italiani, Cronosquadre (con Ettore Milano, Luciano Parodi e Franco Giacchero)
- 1948 (dilettanti)

Campionati italiani, Cronosquadre (con Ettore Milano, Franco Giacchero e Natale Fossati)

## Piazzamenti

### Grandi Giri
- Giro d'Italia

1949: 23º
1950: 69º
1951: 31º
1952: 34º
1953: 22º
1954: 26º
1955: 33º
1956: 23º
- Tour de France

1951: 38º
1952: 9º
- Vuelta a España

1958: 45º

### Classiche monumento
- Milano-Sanremo

1949: 65º
1950: 13º
1951: 27º
1952: 37º
1953: 47º
1954: 13º
- Parigi-Roubaix

1949: 72º
1951: 62º
1954: 52º
- Giro di Lombardia

1949: 31º
1950: 54º
1951: 55º
1952: 66º
1953: 26º
1954: 31º
1955: 70º

### Competizioni mondiali
- Campionati del mondo

Solingen 1954 - In linea Professionisti: 11º